# Ussita
Ussita település Olaszországban, Marche régióban, Macerata megyében. Lakosainak száma 368 fő (2023. január 1.). Ussita Acquacanina, Bolognola, Castelsantangelo sul Nera, Montefortino, Pieve Torina és Visso községekkel határos.

## Népesség
A település lakossága az elmúlt években az alábbi módon változott:
| Lakosok száma | 445  | 419  | 368  |
|               | 2017 | 2018 | 2023 |